# Walka między Lapitami a centaurami (Piero di Cosimo)
Walka między Lapitami a centaurami (wł. Battaglia tra Centauri e Lapiti) – obraz olejny namalowany przez włoskiego malarza i rysownika Piera di Cosimę pomiędzy 1500 a 1515 rokiem, znajdujący się w zbiorach National Gallery w Londynie.

## Opis
Obraz przedstawia brutalną walkę między Lapitami a centaurami (centauromachia), opisaną w Metamorfozach autorstwa rzymskiego poety Owidiusza. Historia zaczyna się od uczty weselnej królewicza tesalskiego Pejritoosa, podczas której centaur Eurytion, pijany i opętany żądzą, chwycił pannę młodą za włosy.
Piero di Cosimo przesunął tę scenę na prawo, pokazując Hippodameję częściowo nagą w niebieskiej szacie z Eurytionem chwytającym ją za włosy; Tezeusz, założyciel i król Aten, rzuca w niego zdobionym naczyniem. Całe zamieszanie wydaje się obojętne parze centaurów, która obejmuje środek kompozycji: to Hylonome, która całuje swojego kochanka Cyllarusa, gdy ten umiera od rany strzałą. Te postacie są drugorzędne w historii Owidiusza, ale di Cosimo skupił się na nich, utrwalając delikatny moment pośród przemocy. Decyzja artysty o podzieleniu sceny na rozproszone grupy postaci była sprzeczna z traktatami o sztuce współczesnej, które podkreślały wagę jednolitej kompozycji – na przykład w Bitwie centaurów autorstwa Michała Anioła, akcja skupia się na środku płaskorzeźby. Natomiast Piero di Cosimo skupił się na tragicznej historii miłosnej dwóch centaurów.
Postacie w tle są również bezpośrednio oparte na opowieści Owidiusza. Po prawej stronie centaury wykorzystują jako broń płonącą kapliczkę, nogę stołu, poroże jelenia, grube gałęzie drzew i świecznik z pobliskiego sanktuarium. Bójka pośrodku, tocząca się na dywanie, na którym ucztowali goście, to gęstwina walczących postaci. Nieco na lewo widoczny jest centaur, który według Owidiusza poślizgnął się podczas biegu i upadł na jesion, gdzie został zmiażdżony przez kamień rzucony przez Lapitę. Wreszcie po lewej stronie znajduje się Herakles z wieńcem laurowym i lwią skórą, który przytrzymuje białego centaura w celu zadania mu ciosu.